# Socopó
Socopó ist der Verwaltungssitz des Municipio Antonio José de Sucre im Bundesstaat Barinas Venezuela.
Die Siedlung entstand zwischen 1950 und 1959 illegal im Naturschutzgebiet von Ticoporo, auf dem Weg zwischen Barinas und San Cristóbal.
Im Jahr 1986 wurde der Municipio Antonio José de Sucre gegründet und Socopó als Verwaltungssitz erklärt.